# Habenaria linearifolia
Habenaria linearifolia là một loài thực vật có hoa trong họ Lan. Loài này được Maxim. mô tả khoa học đầu tiên năm 1859.